# Eurre
Eurre település Franciaországban, Drôme megyében. Lakosainak száma 1426 fő (2022. január 1.). Eurre Allex, Chabrillan, Crest, Divajeu, Grane, Upie és Vaunaveys-la-Rochette községekkel határos.

## Népesség
A település népességének változása:
| Lakosok száma | 684  | 817  | 923  | 1091 | 1216 | 1280 | 1334 | 1387 | 1409 | 1426 |
|               | 1968 | 1982 | 1990 | 2006 | 2013 | 2015 | 2017 | 2019 | 2020 | 2022 |